# Rhopus aligarhensis
Rhopus aligarhensis är en stekelart som först beskrevs av Shamim och Shafee 1989.  Rhopus aligarhensis ingår i släktet Rhopus och familjen sköldlussteklar. Inga underarter finns listade i Catalogue of Life.